# Kleine kalkkokerworm
De kleine kalkkokerworm (Serpula vermicularis) is een borstelworm uit de familie van de kalkkokerwormen (Serpulidae) die voorkomt op schaduwrijke rotsbodems van de Middellandse Zee, Atlantische Oceaan, het Kanaal en de Noordzee. Het is de typesoort van het geslacht Serpula en werd vermeld door Carl Linnaeus in zijn twaalfde editie van Systema naturae uit 1767.

## Beschrijving
De kleine kalkkokerworm leeft in een kalkhoudende buis die is bevestigd aan een rots, kei of ander hard oppervlak. De buis is vaak gebogen, maar is niet strak opgerold zoals bij sommige andere verwante soorten. Het kan groeien tot een lengte van 20 cm, maar is meestal korter dan dit (zo'n 7 cm). Het voorste deel van de worm steekt uit de buis en heeft een pluim van ongeveer 40 veerachtige radioles die uitsteken uit het tweede segment, of peristomium, dat ook de twee ogen en de mond herbergt. 
Zijn tweedelige tentakelkroon met elk dertig tot veertig tentakels heeft een doorsnede van 4 cm. Ze zijn meestal rood, oranje of roze van kleur, vaak gestreept met wit. Bij gevaar trekt het dier zich direct terug, waarna hij de ingang van zijn woonbuis afsluit met een trechtervormig deksel (operculum). Dit deksel heeft tot 160 fijne vouwen rond de rand, is symmetrisch en meestal rood gekleurd. Het wordt soms in tweeën gedeeld. Het geelgekleurde lichaam heeft zeven borstsegmenten en maximaal 190 buiksegmenten die worden beschermd door de buis. Ten minste vier segmenten met chaetae (borstelharen) worden gevonden in het thoracale gebied.

## Verspreiding
De kleine kalkkokerworm is kosmopolitisch in zijn verspreiding. Het wordt gevonden in de Stille en Indische Oceaan en de Europese kust van de Atlantische Oceaan, maar niet aan de Noord-Amerikaanse kust. De kalkhoudende buizen van de kleine kalkkokerworm zijn bevestigd aan harde ondergronden zoals rotsen, stenen, tweekleppige schelpen en scheepsrompen van laag water tot het sublitoraal in diepten tot 250 meter. In sommige zeer beschutte gebieden groeien de buizen samen om kleine riffen te vormen.
1. 1 2  Macron (1983). Encyclopedie Van Het Dierenrijk. Atrium, p. 18. ISBN 90-6113-334-3.